# Cuộc đính hôn lâu dài
Cuộc đính hôn lâu dài (tiếng Anh: A Very Long Engagement, tiếng Pháp: Un long dimanche de fiançailles, "A long Sunday of engagement") là một bộ phim chính kịch chiến tranh lãng mạn của Pháp-Mỹ năm 2004, do Jean-Pierre Jeunet đồng sáng tác và đạo diễn với sự tham gia của Audrey Tautou, Gaspard Ulliel và Marion Cotillard. Phim kể câu chuyện hư cấu về cuộc tìm kiếm vị hôn phu trong tuyệt vọng của một phụ nữ trẻ, khi người chồng có thể đã bị giết trong Chiến tranh thế giới thứ nhất. Phim dựa trên cuốn tiểu thuyết cùng tên năm 1991 của Sébastien Japrisot.
Bộ phim đã được đề cử Giải Oscar cho chỉ đạo nghệ thuật xuất sắc nhất và quay phim xuất sắc nhất tại Giải Oscar lần thứ 77. Marion Cotillard đã giành được Giải César cho Nữ diễn viên phụ xuất sắc nhất cho màn trình diễn của cô, và Gaspard Ulliel cũng giành Giải thưởng César cho Nam diễn viên triển vọng nhất.

## Nội dung
Năm binh sĩ Pháp bị kết tội sau khi tự cắt xẻo bản thân để trốn nghĩa vụ quân sự trong Chiến tranh thế giới thứ nhất. Họ bị kết án và gần như chắc chắn phải đối mặt với cái chết giữa chiến tuyến chiến hào của Pháp và Đức. Có vẻ như tất cả bọn họ đã bị giết trong một trận chiến, nhưng Mathilde, vị hôn thê của một trong những người lính, không từ bỏ hy vọng và bắt đầu khám phá manh mối về những gì thực sự diễn ra trên chiến trường. Cô luôn bị thúc đẩy bởi lời nhắc nhở liên tục về những gì vị hôn phu đã khắc vào một trong những chiếc chuông nhà thờ gần nhà của họ, MMM cho Manech Aime Mathilde (Manech yêu Mathilde ; một cách chơi chữ của từ tiếng Pháp aime, được phát âm giống như chữ "M". Trong phiên bản tiếng Anh, từ này được đổi thành "Manech's Marrying Mathilde")...

## Diễn viên
- Audrey Tautou - Mathilde Donnay
- Gaspard Ulliel - Manech Langonnet, Mathilde's fiancé
- Jean-Pierre Becker - Sergeant Daniel Esperanza
- Dominique Bettenfeld - Angel Bassignano
- Clovis Cornillac - Benoît Notre-Dame
- Marion Cotillard - Tina Lombardi
- Jean-Pierre Darroussin - Corporal Benjamin "Biscotte" Gordes
- Julie Depardieu - Véronique Passavant
- Jean-Claude Dreyfus - Major François Lavrouye
- André Dussollier - Pierre-Marie Rouvières
- Ticky Holgado - Germain Pire
- Tchéky Karyo - Captain Etienne Favourier
- Jérôme Kircher - Kléber "Bastoche" Bouquet
- Denis Lavant - Francis "Six-Sous" Gaignard
- Chantal Neuwirth - Bénédicte, Mathilde's aunt
- Dominique Pinon - Sylvain, Mathilde's uncle
- Jean-Paul Rouve - the postman
- Michel Vuillermoz - P'tit Louis
- Albert Dupontel - Célestin Poux
- Bouli Lanners - Corporal Urbain Chardolot
- Philippe Duquesne - Staff Sergeant Favart
- Stéphane Butet - Julien Phillipot
- François Levantal - Gaston Thouvenel
- Thierry Gibault - Lieutenant Benoît Etrangin
- Jodie Foster - Élodie Gordes

## Giải thưởng
| - Giải thưởng César lần thứ 30 (Pháp) - Won: Best Supporting Actress (Marion Cotillard) - Won: Best Cinematography (Bruno Delbonnel) - Won: Best Costume Design (Madeline Fontaine) - Won: Best Production Design (Aline Bonetto) - Won: Most Promising Actor (Gaspard Ulliel) - Nominated: Best Actress (Audrey Tautou) - Nominated: Best Director (Jean-Pierre Jeunet) - Nominated: Best Editing (Hervé Schneid) - Nominated: Best Film - Nominated: Best Music (Angelo Badalamenti) - Nominated: Best Sound (Vincent Arnardi, Gérard Hardy and Jean Umansky) - Nominated: Best Writing (Jean-Pierre Jeunet and Guillaume Laurant) - London's Favourite French Film 2006 (Anh) - Won: Phim hay nhất - Giải Oscard lần thứ 77 (USA) - Nominated: Best Art Direction (Aline Bonetto) - Nominated: Best Cinematography (Bruno Delbonnel) | - BAFTA Awards (UK) - Nominated: BAFTA Award for Best Film Not in the English Language - 10th Critics' Choice Awards (USA) - Nominated: Best Foreign-Language Film - Boston Society of Film Critics Awards - Runner-up: Best Foreign Language Film - Chicago Film Critics Association (USA) - Won: Best Foreign Language Film - Dallas-Fort Worth Film Critics Association (USA) - Won: Best Foreign Language Film - Placed 9th: Top 10 Films - Florida Film Critics Circle (USA) - Won: Best Foreign Film - Kansas City Film Critics Circle Awards (USA) - Won: Best Foreign Language Film - Golden Globe Awards (USA) - Nominated: Best Foreign Language Film |